# Żółwie skórzaste
Żółwie skórzaste (Dermochelyidae)  – rodzina gadów z podrzędu żółwi skrytoszyjnych. Do tej rodziny należą największe współcześnie żyjące żółwie z jedynym przedstawicielem – żółwiem skórzastym (Dermochelys coriacea).
Karapaks i plastron o mocno zredukowanych płytach kostnych pokryty grubą skórą z kilkoma rzędami zgrubiałych skórnych kilów. Na górnej szczęce potężny dziób. Kręgi i żebra niezrośnięte. Całe ciało przepojone tranem. Długość karapaksu do 3 m, a masa ciała do 1000 kg. Można je spotkać we wszystkich ciepłych morzach i oceanach i z tego powodu nazywane są morskimi włóczęgami. Ich pokarmem są morskie wodorosty, skorupiaki, kalmary i inne.

## Systematyka
Do rodziny należy jeden występujący współcześnie rodzaj:
- Dermochelys J.E. Gray, 1847 – jedynym przedstawicielem jest Dermochelys coriacea (Vandelli, 1761) – żółw skórzasty[2]

oraz rodzaje wymarłe:
- Corsochelys Zangerl, 1960
- Psephophorus Meyer, 1847